# Saint-Sauveur (Finisterre)
Saint-Sauveur (en bretó An Dre-Nevez) és un municipi francès, situat a la regió de Bretanya, al departament de Finisterre. L'any 2006 tenia 723 habitants.

## Demografia
| 1962                                       | 1968 | 1975 | 1982 | 1990 | 1999 |
| ------------------------------------------ | ---- | ---- | ---- | ---- | ---- |
| 606                                        | 734  | 646  | 635  | 654  | 636  |
| Des de 1962: població sense dobles comptes |      |      |      |      |      |

## Administració
| Període | Identitat   | Partit |
| ------- | ----------- | ------ |
| 2001-   | Jean Billon |        |